# WLE DT2 (Zweitbesetzung)
Der Dieseltriebwagen WLE DT2" der Westfälischen Landes-Eisenbahn wurde 1936 von der Waggon- und Maschinenbau Görlitz (WUMAG) in Görlitz hergestellt und erhielt die Bezeichnung DT2" in Zweitbesetzung. Er war bis 1970 im Einsatz. Danach wurde er in einen Beiwagen umgebaut und bis 1973 verwendet. Im gleichen Jahr wurde er verschrottet.

## Geschichte
Ein Jahr nach dem Kauf des WLE DT1 (Zweitbesetzung) wurde bei der WUMAG in Görlitz ein in den Abmaßen wesentlich größerer Triebwagen beschafft, mit dem der saisonalen Ausflugsverkehr bei der Westfälischen Landes-Eisenbahn weiter rationalisiert werden sollte. Dieser führte im Sommer auf die Möhnetalbahn, im Winter in die Skigebiete des Sauerlandes. Der Triebwagen hatte einen extra Gepäckraum und wurde mit einem dreiachsigen Steuerwagen betrieben, was ein Platzangebot von etwa 130 Sitzplätzen bedeutete. Der Kaufpreis des Fahrzeuges betrug 134.000 Reichsmark.
Er war wie der DT1" für den Verbundbetrieb ausgerichtet und hatte dafür in den Stirnwänden Übergangstüren erhalten. In etwa 35 Einsatzjahren wurden mehrere Änderungen vorgenommen, die den Wagenkasten sowie die Antriebsanlage betrafen. Durch die gegenüber dem DT1" verdoppelte Antriebsleistung konnte er mit mehreren Beiwagen verkehren. Während des Zweiten Weltkrieges wurden dem Triebwagen die Motoren ausgebaut.
Bei der Umbaumaßnahme 1952 wurden in den inzwischen als VT1021 bezeichneten Triebwagen verbesserte Motoren eingebaut. Er erhielt die 2. Klasse sowie einen Gepäckraum. Nach 1953 wurden neue Triebwagen von der Waggonfabrik Uerdingen geliefert. Trotzdem erhielt er 1959 noch einmal eine Hauptuntersuchung, bei der ein neueres Strömungsgetriebe eingebaut wurde. Infolgedessen musste die Höchstgeschwindigkeit auf 60 km/h verringert werden. Der Triebwagen erhielt bei diesem Umbau ein Abteil 1. Klasse. Streckenstilllegungen und neuere Fahrzeuge machten den Triebwagen 1970 überflüssig. In der Hauptwerkstatt wurden ihm die Antriebsanlagen ausgebaut, er wurde bis 1973 als Beiwagen weiterverwendet und nach der Abstellung verschrottet.

## Konstruktive Merkmale
Im Gegensatz zum DT1" wurde der Triebwagen mit wesentlich vergrößertem Wagenkasten und dieselhydraulischem Antrieb gebaut. Er besaß an einem Fahrzeugende ein Gepäckabteil mit einer Fläche von 11 m²; in diesem war ein Führerstand platziert. Die Einstiegsräume waren von den Führerständen durch Trennwände abgeteilt. Der Fahrgastraum hatte zwei etwa gleich große Abteile Raucher/Nichtraucher. Ursprünglich war dies ein Großraumabteil mit Mittelgang und mit Sitzen in der sogenannten Holzklasse. 1965 wurde auf der A-Seite des Wagens die Stirnwandtür entfernt.
Die Maschinenanlage war als dieselhydraulische Anlage ausgeführt. Die Motoren waren zwischen den Drehgestellen unterflur platziert. Der Antriebsmotor war ein Achtzylinder-Viertakt-Dieselmotor und leistete 210 PS. Nach der Umbaumaßnahme 1952 war er geringfügig schwächer (180 PS), beide Motoren hatten Wasserkühlung. Das hydraulische Getriebe war selbsttätig durch Öldrucksteuerung schaltbar.
Die Leistungsstellung des Motors erfolgte mit einer mechanisch/pneumatischen Verstellung. Der Triebwagen besaß zwei Lichtmaschinen mit 1400 W, acht Batterien mit je 162 Ah, eine unterflur angeordnete Warmwasserheizanlage, zwei Läutewerke und zwei Signalhörner.
Ursprünglich war die Lackierung des Fahrzeuges wie bei der Deutschen Reichsbahn gehalten: die Dächer waren aluminiumfarbig angestrichen, die Untergestelle schwarz, der obere Teil des Kastens zwischen den Fenstern elfenbein und der untere Teil dunkelrot. Nach der Hauptuntersuchung erhielt er die WLE-übliche Farbkombination in signalrot mit mehreren horizontalen weißen Zierstreifen.